# Saint-Angel (Corrèze)
 Saint-Angel  (en occitano Sent Angiau) es una comuna y población de Francia, en la región de Lemosín, departamento de Corrèze, en el distrito de Ussel y cantón de Ussel-Ouest.
Su población en el censo de 2008 era de 679 habitantes.
No está integrada en ninguna Communauté de communes.

## Demografía
| 663 | 638 | 512 | 562 | 566 | 591 | 679 |
| Para los censos de 1962 a 1999 la población legal corresponde a la población sin duplicidades (Fuente: INSEE [Consultar]) |     |     |     |     |     |     |